# Блюменберг, Ханс
Ханс Блю́менберг (нем. Hans Blumenberg; 13 июля 1920, Любек, Германия — 28 марта 1996, Альтенберге, Германия) — немецкий философ и историк идей, педагог, постструктуралист, основоположник «метафорологии» — специфической перспективы в интеллектуальной истории, сфокусированной на метафорических истоках абстрактных философских понятий.

## Академическая карьера
Родился в городе Любек, где также родился и вырос знаменитый немецкий писатель Томас Манн. Образование Ханса, практически совпавшее с военными годами, было и географически и предметно довольно различным: с 1939 по 1947 гг. он изучает германистику, философию и классическую филологию в Падерборне, Франкфурте-на-Майне, Гамбурге и Киле. Именно в Киле он защищает две диссертации: «К проблеме первичности в онтологии средневековой схоластики» (1947), а через 3 года — «Онтологическая дистанция. Исследования кризиса феноменологии Гуссерля» (1950).
После этого начинается академическое путешествие Блюменберга: в 1958 он становится экстраординарным профессором философии в Гамбурге, в 1960 — ординарным профессором философии в Гиссене, в 1965 — в Бохуме, в 1970 — в Мюнстере, и, наконец, в 1985 — почётным профессором Мюнстерского университета. В то же время с 1960 года Блюменберг был членом Майнцской академии наук и литературы, а в период между 1962 и 1967 гг. — членом сената Немецкого исследовательского общества.
Дочь — писатель и переводчик Беттина Блюменберг (род. 1947).

## Творческая деятельность
В 1960 году Блюменберг публикует своё программное сочинение «Парадигмы к метафорологии» (нем. Paradigmen zu einer Metaphorologie), которое вошло в «Архив истории понятий» Эриха Ротхакера. То есть дата рождения метафорологии совпадает с датой концептуализации герменевтики Гадамера («Истина и метод» появилась в том же 1960 г.)
В 1963 году Блюменберг входит в число основателей исследовательской группы «Поэтика и герменевтика», вместе с Хансом-Робертом Яуссом, Вольфгангом Изером, Карлхайнцем Штирле и Клеменсом Гезельгаусом. Группа начала своё существование с коллоквиума «Мимесис и иллюзия» (нем. Nachahmung und Illusion). В продолжение более 30 лет группа организовала десятки коллоквиумов и выпустила 17 тематических сборников, посвящённых острым, нестандартным и часто провокационным вопросам современных гуманитарных наук.

## Работы
- «Парадигмы к метафорологии» (1960) (нем. Paradigmen zu einer Metaphorologie)
- «Легитимность Нового времени» (1966) (нем. Die Legitimität der Neuzeit)
- «Генезис коперниканского мира» (1975) (нем. Die Genesis der kopernikanischen Welt)
- «Работа над мифом» (1979) (нем. Arbeit am Mythos)
- «Мир как книга» (1979) (нем. Die Lesbarkeit der Welt)
- «Реальности, в которых мы живем» (1981) (нем. Wirklichkeiten, in denen wir leben)
- «Жизненное время и мировое время» (1986) (нем. Lebenszeit und Weltzeit)
- «К вещам и обратно» (2002) (нем. Zu den Sachen und zurück)

## Образ в культуре
Философу посвящён биографический роман Сибиллы Левичарофф Блюменберг (2011, переведен на несколько языков).